# الجسمي 2010 (ألبوم)
الجسمي 2010 هو اسم الألبوم الذي أصدره الفنان حسين الجسمي في عيد الأضحى المبارك احتوى الألبوم على 16 أغنية تنوعت لهجات الألبوم ما بين الخليجي والمصري والتونسي

## الأغاني
1. بحر الشوق
2. وجد قلبي
3. راحت عليك
4. الموعد
5. الحريم
6. ستة الصبح
7. التاج
8. أنت كافي
9. الفايدة
10. سكره
11. أيام من حياتي
12. سلم على الحبيب
13. عن تظلمون
14. يوه
15. ياخليله
16. تعبت